# 個体群動態論

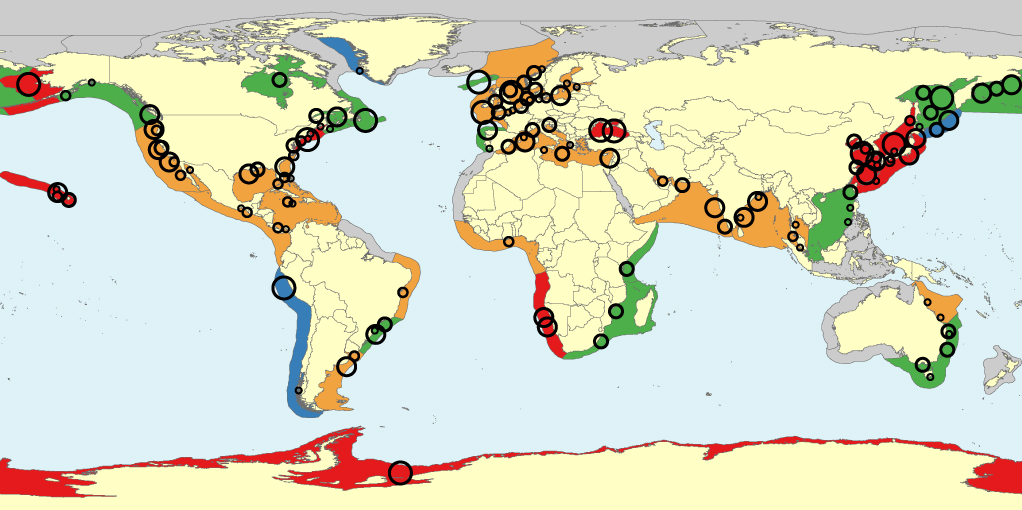
クラゲの在来種と外来種の個体数の増加分布図
増加 (確実性大)
増加 (確実性小)
安定/変動
減少
データなし

個体群動態論 (こたいぐんどうたいろん、英語: population dynamics) は、生物の個体群の大きさ（個体数や生物量、密度）の時間的・空間的変動の様子を研究する分野。個体群動態学とも呼ばれる。個体群生態学における一分科であり、なおかつ個体群生態学の主要部分でもある。
個体群動態論の最も簡単な数理モデルの一つに指数関数的増加モデルがある。指数関数的増加モデルを用いることで、既に存在する個体群に対し、任意の与えられた個体群に関する変動率を求めることが可能となる。

## 歴史
個体群動態論の最初の原理は、トマス・ロバート・マルサスのマルサスモデルに遡る。マルサスは1798年に『人口論』を出版し、人口の指数関数的成長を示唆した。1838年にはピエール＝フランソワ・フェルフルストによりロジスティック方程式が提出された。この数理モデルでは、マルサスモデルの非現実的な側面である、無制限な指数関数的成長が解消され、個体群密度の増加に伴う個体群サイズ成長の抑制が記述された。ロジスティック方程式は、1920年にレイモンド・パールとローウェル・J・リードによってショウジョウバエの個体群サイズ成長の解析に用いられ、個体群サイズの増え方の基礎として定着していった。さらに、1925年と1926年にアルフレッド・ロトカとヴィト・ヴォルテラにより、競争関係や捕食・被食関係を取り入れた複数種の個体群動態数理モデルが提出された。これらの研究成果が、個体群動態論の初期の研究であり、なおかつその基礎が形成したものとして知られる。さらに1934年には、ゲオルギー・ガウゼが微生物実験によってロジスティック方程式のモデルとしての精度を検証し、ロジスティック方程式が個体群動態論の古典的理論体系として確立した。

## 基本バランス式
個体群サイズの変動の基本原理的な式として、以下の個体群動態の基本バランス式がある。
{\displaystyle {\frac {dN(t)}{dt}}=B(t)-D(t)+I(t)-E(t)}
- t：時間
- N(t)：時刻 t における個体群サイズ
- B(t)：時刻 t における出生率
- D(t)：時刻 t における死亡率
- I(t)：時刻 t における移入率
- E(t)：時刻 t における移出率

この式は、個体群サイズの変化は原則的に出生・死亡・移入・移出の4つの過程によってのみ変化することを表している。特に、移入・移出がない場合は「閉じた個体群」、ある場合は「開いた個体群」と呼ばれる。個体群動態論において基礎的なモデルである、マルサスモデルやロジスティック方程式は閉じた個体群を前提にしている。

## 内的増加率
個体群サイズを一定にするために働く、個体群密度に依存した力が働いていない場合の個体群増加の割合を内的増加率と呼ぶ。
{\displaystyle {\dfrac {dN}{dt}}{\dfrac {1}{N}}=r}
ここで{\displaystyle {\dfrac {dN}{dt}}}は個体群サイズ増加率を、Nは個体群サイズを、rは内的増加率を表す。これは1個体数当りの理論上の最大個体増加率を表す。
この概念は昆虫の個体群動態論において一般的に使用されており、環境要素が害虫の個体数増加率にどのような影響を与えるかを決定する際に用いられる。指数関数的人口増加やロジスティック人口増加も参照のこと。